# Кавинов, Артём Александрович
Артём Александрович Кавинов (род. 3 сентября 1969 года, Горький, РСФСР, СССР) — российский государственный и политический деятель, депутат Государственной думы VII и VIII созывов от фракции «Единая Россия» с 5 октября 2016 года. Член комитета Госдумы по делам СНГ, евразийской интеграции и связям с соотечественниками.
Из-за поддержки российско-украинской войны находится под персональными международными санкциями всех стран Европейского союза, Великобритании, Соединенных Штатов Америки, Швейцарии, Австралии, Японии, Украины, Новой Зеландии.

## Биография
В 1996 году окончил нынешний Нижегородский институт управления по специальности «Менеджер». В 2005 году защитил диссертацию в Волго-Вятской академии государственной службы по теме «Пути повышения устойчивости централизованных финансов субъектов РФ и показатели её оценки», присвоена учёная степень кандидата экономических наук.
С 1994 по 2000 год работал директором нижегородского областного центра молодёжных инициатив. С 2000 по 2001 год работал в издательско-полиграфического предприятии «Нижполиграф» в должности заместителя директора. В 2001 поступил на работу в администрацию Кстовского района Нижегородской области, работал в должности заместитель главы района до 2004 года. В 2004 перешёл на работу в топливную компанию «ВолгаТрансОйл», работал генеральным директором до 2007 года. В 2007 году назначен исполняющим обязанности, затем руководителем управления по связям с общественностью правительства Нижегородской области, по совместительству был назначен на должность руководителя аппарата.
В 2009 году назначен на должность первого заместителя министра внутренней политики, на которой работал до 2011 года. В 2011 году баллотировался в депутаты Законодательно собрания Нижегородской области, по результатам выборов избран депутатом по спискам партии «Единая Россия».
В 2011 году выдвигался в депутаты Госдумы, но по итогам выборов в Думу не прошёл. В 2014 году назначен на должность министра социальной политики Нижегородской области, покинул должность в связи с избранием в сентябре 2016 года в Государственную Думу VII созыва, был избран депутатом по одномандатному избирательному округу № 133. На выборах 2021 года был переизбран в Государственную Думу VIII созыва.

## Законотворческая деятельность
С 2016 по 2019 год, в течение исполнения полномочий депутата Государственной Думы VII созывов, выступил соавтором 36 законодательных инициатив и поправок к проектам федеральных законов.

## Международные санкции
25 февраля 2022 года, на фоне вторжения России на Украину, включён в санкционный список стран Евросоюза в ответ на решение России признать территории Донецкой и Луганской областей Украины и на решение об отправке туда российских войск.
11 марта 2022 года внесён в санкционный список Великобритании «за признание независимости двух сепаратистских регионов в Украине».
30 сентября 2022 года был внесён в санкционный список США в ответ на «фиктивные референдумы» и «аннексию территорий Украины российскими оккупационными силами». Государственный департамент отмечает что депутаты единогласно приняли закон о фейках, а некоторые депутаты сыграли ключевую роль в распространении российской дезинформации о войне.
23 февраля 2023 года включён в санкционный список Канады «соратников режима», так как он «голосовал за законодательство связанное с вторжением и попыткой аннексии четырёх регионов Украины».
По аналогичным основаниям с 4 марта 2022 года находится под санкциями Швейцарии. С 4 мая 2022 года находится под санкциями Австралии. С 12 апреля 2022 года находится под санкциями Японии. Указом президента Украины Владимира Зеленского от 7 сентября 2022 находится под санкциями Украины. С 12 октября 2022 года находится под санкциями Новой Зеландии.

## Семья
Женат.

## Доход и имущество
В 2021 году задекларировал доход в 7 408 274,39 руб. Имеет четыре земельных участка, пять квартир и т. д.

## Награды
- Медаль «За заслуги в проведении Всероссийской переписи населения» (2002)[20]
- Почётный знак Законодательного Собрания Нижегородской области «За заслуги»[20]
- Медаль «Святого Благоверного Князя Георгия Всеволодовича» (2016)[20]
- Медаль «Александра Невского» (2013)[20]
- Медаль «Патриот России» (2012)[20]
- Орден «Генерал армии Маргелов», «Союз десантников России» (2010)[20]
- Благодарственная грамота «За усердные труды во славу Святой Церкви» архиепископа Нижегородского и Арзамасского Георгия (2009)[20]
- Почётный диплом Губернатора Нижегородской области (2009)[20]
- Благодарность Губернатора Нижегородской области (1999, 2002, 2008)[20]
- Благодарственное письмо Губернатора Нижегородской области (2008)[20]
- Благодарственная грамота Законодательного Собрания Нижегородской области (2013)[20]
- Патриаршая Грамота «Во внимание к помощи в подготовке праздника „Александровские дни 2009“ и возрождение Феодоровского монастыря г. Городца» (2011)[20]
- Юбилейная медаль «МПА СНГ. 25 лет» (13 октября 2017) — за заслуги в деле развития и укрепления парламентаризма, за вклад в развитие и совершенствование правовых основ функционирования Содружества Независимых Государств, укрепление международных связей и межпарламентского сотрудничества[21]